# Chthonius dubius
Chthonius dubius es una especie de arácnido  del orden Pseudoscorpionida de la familia Chthoniidae.

## Distribución geográfica
Es endémico de las islas Canarias (España); se ha encontrado en Tenerife y Gran Canaria.